# Melanie Thornton
Pour les articles homonymes, voir Thornton.
Melanie Janene Thornton (née le 13 mai 1967 à Charleston, en Caroline du Sud, États-Unis - décédée le 24 novembre 2001 à Bassersdorf, en Suisse) est une chanteuse pop américaine qui connut le succès dans le milieu des années 1990, en tant que chanteuse du groupe allemand d'eurodance La Bouche.
Elle fut recrutée avec Lane McCray par le producteur allemand Frank Farian (qui est surtout connu pour avoir été le producteur de Boney M. et Milli Vanilli) pour former ce nouveau groupe. La Bouche connut un succès important, notamment avec les singles Be My Lover, You won't forget me et Sweet dreams.
Cependant, sa carrière solo connut un succès moins important qu'avec le groupe. Ses succès comprennent Love How You Love Me, Wonderful Dream, Memories, et Heartbeat. Melanie Thornton est morte dans un accident d'avion près de Bassersdorf, dans le canton de Zurich. Le morceau Wonderful Dream (Holidays Are Coming), issu de son dernier album, était une ballade enregistrée pour une publicité de Coca-Cola sur la télévision allemande. Cette dernière chanson est devenue au fil du temps un classique de Noël en Allemagne, se classant dans le top 10 hebdomadaire en 2001 puis chaque année depuis 2017 et se vendant à plus d'un million d'exemplaires (certifiée disque d'or en 2001 puis double disque de platine en 2022).

## Son décès
Pour promouvoir son nouveau single Wonderful Dream et son dernier album Ready To Fly, Melanie Thornton avait donné un concert à Leipzig (Allemagne) le 23 novembre 2001 pour la radio et la télévision. Dans la nuit du 24, Melanie Thornton meurt dans l'accident du vol Crossair 3597 qui effectuait une liaison entre Berlin et Zurich. L'avion a heurté une colline et s'est écrasé dans une forêt située à environ 4 km de l'aéroport de Zurich, près de la ville de Bassersdorf. Elle avait 34 ans.
Le 25 novembre 2002, le single In Your Life a été publié pour célébrer le premier anniversaire de sa mort. Il inclut une dédicace « In Memory » (En souvenir) de Lane McCray, ex-membre du groupe La Bouche.
Melanie Thornton est enterrée dans les jardins du Mount Pleasant Memorial, Mount Pleasant, en Caroline du Sud (États-Unis).
Deux membres du groupe pop Passion Fruit, Maria Serrano et Nathalie van het Ende sont mortes dans ce même accident.